# Tabitovo število
Tabitovo število je v matematiki naravno število oblike:
{\displaystyle q_{n}\equiv 3\cdot 2^{n}-1;\quad n\geq 0\;.}
Prva Tabitova števila so (OEIS A055010), (brez prvega člena):
2, 5, 11, 23, 47, 95, 191, 383, 767, 1535, 3071, 6143, 12287, 24575, ...
Tabitova števila nastopajo v splošni enačbi za prijateljska števila, ki jo je okoli leta 850 našel Tabit ibn Kora (826-901).
Prva takšna števila n, da je Tabitovo število praštevilo, so (OEIS A002235):
0, 1, 2, 3, 4, 6, 7, 11, 18, 34, 38, 43, 55, 64, 76, 94, 103, 143, 206, 216, 306, 324, 391, 458, 470, ...,
kar odgovarja Tabitovim praštevilom (OEIS A007505):
2, 5, 11, 23, 47, 191, 383, 6143, 786431, 51539607551, 824633720831,...
Največje znano Tabitovo praštevilo je:
{\displaystyle q_{3136255}=3\cdot 2^{3136255}-1\;.}
Ima 944108 števk, odkril pa ga je Paul Underwood marca 2007. Praštevila od n = 234760 naprej so odkrili s projektom razpršenega računanja »321 search«. 